# EBCファイナンシャルグループ
EBCファイナンシャルグループ（EBC、EBCグループ）は、外国為替取引（FX）や契約取引（CFD）、資産運用、移民投資コンサルティングを提供する金融サービス会社である。2020年にロンドンで設立され、ロンドン、シドニー、香港、シンガポール、ケイマン諸島、バンコク、リマソールにオフィスを持つ。

## 歴史
EBCファイナンシャルグループは2020年にロンドンで設立された。

## サービス
EBCファイナンシャルグループは、外国為替市場での取引サービス、株式、商品、指数などの差金決済取引、個人および機関投資家向けの資産管理および運用サービス、投資を通じた移民プログラムのコンサルティングを行っている。

## 規制
EBCファイナンシャルグループは、イギリスの英国金融行動監視機構（FCA）、オーストラリアのオーストラリア証券投資委員会（ASIC）、ケイマン諸島のケイマン諸島金融庁（CIMA）、セントビンセントおよびグレナディーン諸島のセントビンセントおよびグレナディーン諸島金融サービス局からライセンスを取得している。

## 受賞歴
2023年
- Best ECN (Electronic Communication Networks) Broker[4]
- Global Newcomer of the Year in Global Forex Awards – Retail[5]
- World Finance AwardsのBest FX Trading PlatformおよびBest Trade Executionは2回受賞。[6]

2024年
- Most Efficient Broker[7]

## 協力
2024年2月、オックスフォード大学経済学部の2023-24学年度のウェビナーシリーズ「経済学者が実際に行っていること」への支援および協力を発表しました。この発表ではEBCファイナンシャルグループが提供するスポンサー資金により、同学部の大学院生奨学金基金を設立するとされた。
2024年3月、EBCグループはワシントンD.C.で開催されたUnited Nations Foundation（UNF）のUnited to Beat Malariaリーダーシップサミット2024に招待され、マラリアの脅威から貧困地域を保護することを目的としたUnited Nations Foundationのキャンペーン「United to Beat Malaria」との提携を発表した。
同月、FCバルセロナとの公式パートナーシップ提携が結ばれ、3年半にわたりアジア、中南米、中東、アフリカ、オセアニアにわたってEBCがFCバルセロナの公式FXパートナーの名称を用いることが決定した。

## リーダーシップ
EBCファイナンシャルグループの英国法人であるEBC Financial Group (UK) LtdのCEOはデイビット・バレットである。